# Google Spaces
Google Spaces foi um aplicativo móvel para partilha de tópicos, discussões de grupo e mensagens desenvolvida pela Google.
A aplicação pretendia competir com o Slack como plataforma de partilha de conteúdos, onde os utilizadores podiam criar um “espaço”, convidar os seus amigos para discutir vários tópicos e partilhar vídeos, imagens, texto e outros tipos de multimédia. Os serviços Google, como o navegador Chrome, o motor de busca Google e a plataforma de partilha de vídeos YouTube, foram incorporados na aplicação para permitir aos utilizadores encontrar conteúdos de que gostassem.
Lançada a 16 de maio de 2016, estava disponível online e para os sistemas operativos móveis Android e iOS.
Devido à falta de sucesso, o desenvolvimento da aplicação foi interrompido a 17 de abril de 2017.

## História
Em 16 de maio de 2016, o diretor de produto Luke Wroblewski anunciou o lançamento do Spaces como “uma ferramenta para partilhar pequenos grupos”.
Em 16 de fevereiro de 2017, a Google anunciou que o Spaces seria descontinuado em 17 de abril. Em 3 de março de 2017, a Google anunciou que é possível imprimir, visualizar e apagar o Spaces na aplicação.